# سدار ریج، شهرستان توآلومی، کالیفرنیا
سدار ریج (به انگلیسی: Cedar Ridge) یک منطقهٔ مسکونی در ایالات متحده آمریکا است که در شهرستان توآلومی، کالیفرنیا واقع شده‌است. سدار ریج ۲۰٫۱۹۵ کیلومتر مربع مساحت و ۱٬۱۳۲ نفر جمعیت دارد و ۱٬۱۴۶٫۰۶ متر بالاتر از سطح دریا واقع شده‌است.